# Buthus kunti
Buthus kunti es una especie de escorpión del género Buthus, familia Buthidae. Fue descrita científicamente por Yagmur, Koc & Lourenço en 2011.
Se distribuye por Chipre. La especie se mantiene activa durante el mes de junio. Mide aproximadamente 73,3 milímetros de longitud.